# Столичен куклен театър
Столичният куклен театър (наричан по-рано Централен куклен театър) в София е основан от Мара Пенкова с лични средства през 1946 г. Това е първият куклен театър в България.
Основан през 1946 г. от Мара Пенкова с лични средства, оскъдни по онова време, първият куклен театър в България успява да предизвика голямо обществено внимание. Само две години по-късно е гласувана държавна субсидия в подкрепа на трупата, която получава статут на първия държавен професионален театър в България.
Първата международна проява на театъра е през 1958 г. в Букурещ, а само две години по-късно той вече печели награда „За оригиналност и въображение“ от Втория международен куклен фестивал в Букурещ за „Петя и вълка“ по Сергей Прокофиев, с режисьори Атанас Илков и Николина Георгиева.
През 65-те години театърът бележи значителен творчески подем. Поставени са емблематични спектакли, донесли високи отличия и популярност на театъра и кукленото ни изкуство по цял свят – от Куба, САЩ и Канада през страните на Европа до далечна Япония. Примери за това са спектакли като „Маугли“, „Любопитното слонче“; „Златка – Златното момиче“, „Пинокио – забранено за деца“, „Голямото кихотене“, „Приказка за чайка и банда котараци“, „Вампирова булка“, „Приказка за скитника – крал“ и много други. На сцената на театъра са поставени над 300 заглавия.
В репертоара си поддържа около 30 заглавия годишно. Постановките за цялата му история са над 300.
Има две сцени: основна – на улица „Ген. Гурко“ 14, и филиал – на бул. „Янко Сакъзов“ 19.